# Tribunal Administrativo

Logo des Tribunal Administrativo

Der Tribunal Administrativo, abgekürzt mit TA, ist der Mosambikanische Rechnungshof. Er wurde im Jahr 2000, unter anderem nach internationalem Drängen gegründet, um die Korruption des Landes effektiver bekämpfen zu können. Heute hat er 450 Mitarbeiter. Im Jahr 2003 bearbeitete er lediglich 7 Fälle, 2010 bereits 600. Der Rechnungshof wird seit 2007 von Deutschland, den Niederlanden, Schweden und Finnland finanziell unterstützt. Die deutsche Beteiligung wird durch die Deutsche Gesellschaft für Internationale Zusammenarbeit durchgeführt, die seit 2007 2,5 Millionen Euro für den Aufbau gegeben haben. Präsident der Behörde ist Machatine Paulo Marrengane Munguambe.

## Rechtliche Stellung
Gemäß der Mosambikanischen Verfassung ist der Tribunal Administrativo die Oberste Audit-Behörde des Landes, die alle finanziellen, administrativen und Zoll-Angelegenheiten überprüfen darf. Er hat das Recht, Bußgelder auszusprechen. Daher hat der Rechnungshof ähnliche Rechte wie ein Verwaltungsgericht.

## Mitgliedschaften
Der Tribunal Administrativo ist Mitglied folgender internationaler Organisationen:
- INTOSAI – Internationale Organisation der Obersten Rechnungskontrollbehörden
- Tribunais de Contas da Comunidade dos Países de Língua Portuguesa
- AFROSAI – African Organisation of Supreme Audit Institutions
- IASAJ –  International Association of Supreme Administrative Jurisdictions
- SADCOSAI – Southern African Development Community Organisation of Supreme Audit Institutions
- IARLJ – International Association of Refugee Law Judges